# Brandon Bollig
Brandon Bollig, född 31 januari 1987, är en amerikansk professionell ishockeyspelare som tillhör Nashville Predators i NHL och spelar för deras primära samarbetspartner Milwaukee Admirals i AHL.
Han har tidigare tillhört San Jose Sharks utan att spela en match för dem, och spelat för Calgary Flames och Chicago Blackhawks i NHL, och på lägre nivåer för San Jose Barracuda, Stockton Heat och Rockford IceHogs i AHL, St. Lawrence University i NCAA och Lincoln Stars i USHL.

## Klubbkarriär

### Chicago Blackhawks
Bollig blev aldrig draftad av något lag. Han gjorde sin NHL-debut 2012 och var en medlem av Chicagos Stanley Cup-vinnande lag 2013. 

### Calgary Flames
28 juni 2014 trejdades han till Calgary Flames i utbyte mot ett draftval i tredje rundan 2014.

### San Jose Sharks
Efter tre säsonger i Calgary Flames skrev han som unrestricted free agent på ett ettårskontrakt med San Jose Sharks 4 juli 2017.

### Nashville Predators
Han spenderade hela säsongen 2017-18 med San Jose Barracuda i AHL och slog sig aldrig in hos Sharks. Istället blev han tradad till Nashville Predators den 25 februari 2018 tillsammans med målvakten Troy Grosenick i utbyte mot ett draftval i sjätte rundan 2018.